# نورمان جي. بيكر
نورمان جي. بيكر (بالإنجليزية: Norman G. Baker) هو مقدم برامج إذاعية أمريكي، ولد في 27 نوفمبر 1882 في موسكاتاين في الولايات المتحدة، وتوفي في 10 سبتمبر 1958 في ميامي في الولايات المتحدة بسبب تشمع الكبد.